# Otmar Mäder
Otmar Mäder (Mörschwil, 15 novembre 1921 – San Gallo, 25 aprile 2003) è stato un vescovo cattolico svizzero.

## Biografia
Otmar Mäder nacque il 15 novembre 1921 a Mörschwil, nel Canton San Gallo, figlio di Johann Mäder, operaio e agricoltore, e di Maria Josefa Schildknecht. Dopo le scuole superiori a Einsiedeln, studiò teologia a Friburgo, Sion e Innsbruck. Nel 1947 fu ordinato sacerdote a San Gallo dal vescovo Joseph Meile e nel 1950 conseguì il dottorato in teologia a Innsbruck. Fu cappellano a Flawil dal 1950 al 1955, vicario della parrocchia di Sant'Otmaro a San Gallo dal 1956 al 1961, cappellano ad Alt Sankt Johann dal 1961 al 1966 e parroco a Ricken dal 1966 al 1973 e infine parroco a Muolen dal 1973 al 1976.
Contribuì in maniera determinante all'elaborazione del Progetto quadro di catechesi per la Svizzera tedesca nel 1975. Pur non avendo fatto parte in precedenza del capitolo cattedrale, nel 1976 venne eletto vescovo della diocesi svizzera di San Gallo – in tedesco Sankt Gallen – dal 25 marzo 1976 fino al 24 settembre 1994, quando si dimise. Nel 1977 rappresentò l'episcopato svizzero al sinodo internazionale dei vescovi a Roma, dedicato alla catechesi. Acquisì notorietà sia quale presidente della Conferenza dei vescovi svizzeri e della Conferenza degli ordinari della Svizzera tedesca, sia come mediatore nell'affare che coinvolse il vescovo di Coira Wolfgang Haas.

## Genealogia episcopale e successione apostolica
La genealogia episcopale è:
- Cardinale Scipione Rebiba
- Cardinale Giulio Antonio Santori
- Cardinale Girolamo Bernerio, O.P.
- Vescovo Claudio Rangoni
- Arcivescovo Wawrzyniec Gembicki
- Arcivescovo Jan Wężyk
- Vescovo Piotr Gembicki
- Vescovo Jan Gembicki
- Vescovo Bonawentura Madaliński
- Vescovo Jan Małachowski
- Arcivescovo Stanisław Szembek
- Vescovo Felicjan Konstanty Szaniawski
- Vescovo Andrzej Stanisław Załuski
- Arcivescovo Adam Ignacy Komorowski
- Arcivescovo Władysław Aleksander Łubieński
- Vescovo Andrzej Stanisław Młodziejowski
- Arcivescovo Kasper Kazimierz Cieciszowski
- Vescovo Franciszek Borgiasz Mackiewicz
- Vescovo Michał Piwnicki
- Arcivescovo Ignacy Ludwik Pawłowski
- Arcivescovo Kazimierz Roch Dmochowski
- Arcivescovo Wacław Żyliński
- Vescovo Aleksander Kazimierz Bereśniewicz
- Arcivescovo Szymon Marcin Kozłowski
- Vescovo Mečislovas Leonardas Paliulionis
- Arcivescovo Bolesław Hieronim Kłopotowski
- Arcivescovo Jerzy Józef Elizeusz Szembek
- Vescovo Stanisław Kazimierz Zdzitowiecki
- Cardinale Aleksander Kakowski
- Papa Pio XI
- Cardinale Alfredo Ildefonso Schuster, O.S.B.
- Cardinale Gustavo Testa
- Vescovo Joseph Hasler
- Vescovo Otmar Mäder

La successione apostolica è:
- Vescovo Ivo Fürer (1995)